# Midó de blat de moro

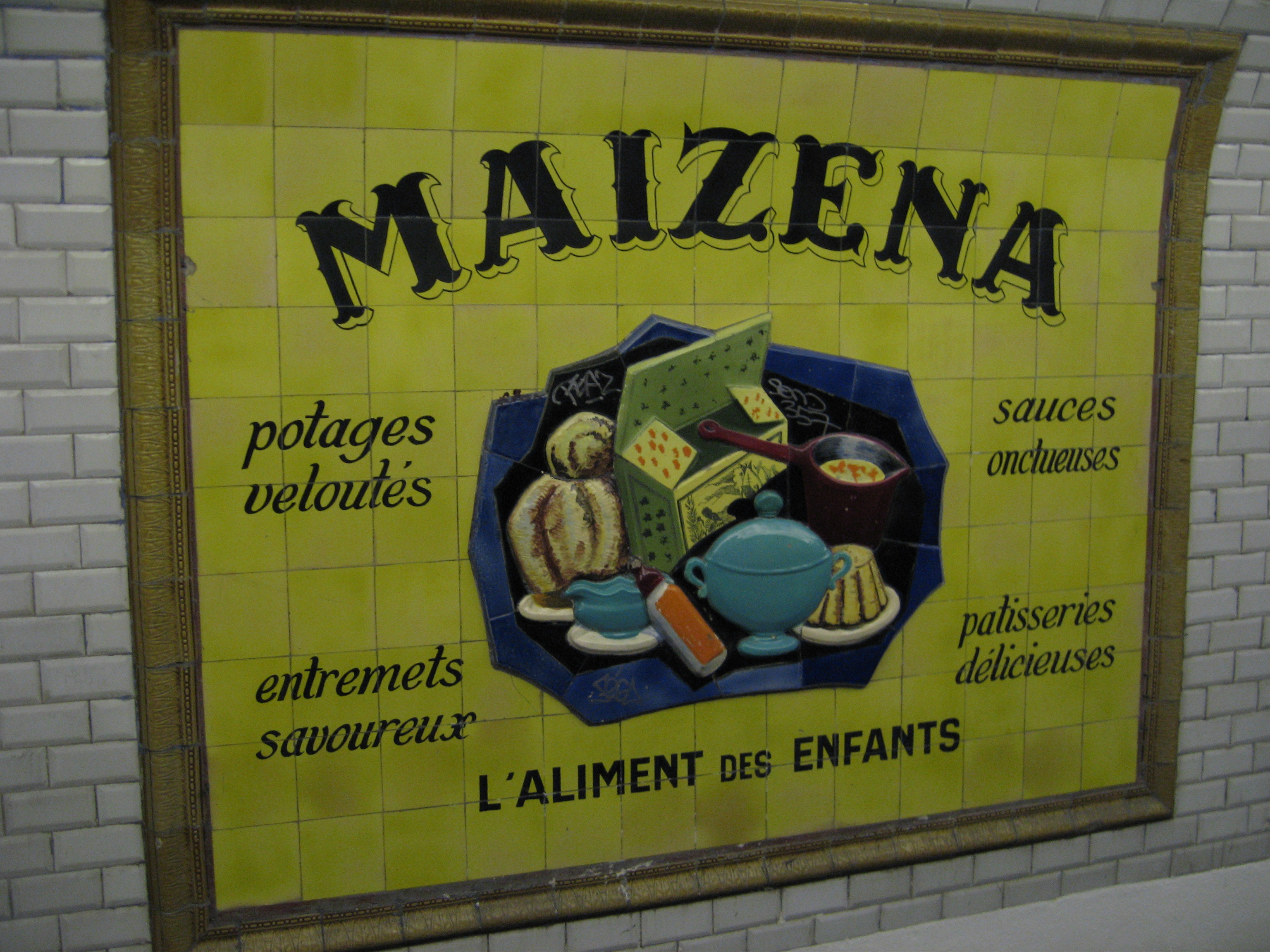
Publicitat de Maizena en Sant Martí (França).

El midó de blat de moro és la fècula del gra d'aquesta planta. També s'escriu o Maicena, Maizena o Maizina que són marques que van passar a l'ús comú.
Va ser registrada com a marca comercial l'any 1856 i adquirida per "Corn Products Refining Co" l'any 1900. La maizena es comercialitza a tot el món i es va convertir en el referent del midó de blat de moro. A principis del segle xx, va ser el primer producte d'ús a la llar que va elaborar "Refinerías de Maíz" a Colòmbia, convertida avui en Unilever Bestfoods. A Veneçuela és elaborada i distribuïda per Alfonzo Rivas & Co sota el nom de Maizina Americana.